# Associazione Sportiva Biellese 1940-1941
Questa voce raccoglie le informazioni riguardanti l'Associazione Sportiva Biellese nelle competizioni ufficiali della stagione 1940-1941.

## Rosa
| N. |                   | Ruolo | Calciatore         |
| -- | ----------------- | ----- | ------------------ |
|    | Italia (bandiera) | C     | Dante Amarilli     |
|    | Italia (bandiera) | C     | Giovanni Bagnalone |
|    | Italia (bandiera) | A     | Emilio Barbero     |
|    | Italia (bandiera) | D     | Giovanni Bensi     |
|    | Italia (bandiera) | C     | Vittorio Bergamo   |
|    | Italia (bandiera) | C     | Alberto Cobiati    |
|    | Italia (bandiera) | C     | Gioacchino Cortese |
|    | Italia (bandiera) | A     | Luciano Degara     |
|    | Italia (bandiera) | A     | Emilio Forlano     |
|    | Italia (bandiera) | A     | Aldo Fumagalli     |
|    | Italia (bandiera) | C     | Ermando Malinverni |
|    | Italia (bandiera) | C     | Vasco Mazzucco     |
|    | Italia (bandiera) | P     | Vittorio Mosele    |

| N. |                   | Ruolo | Calciatore       |
| -- | ----------------- | ----- | ---------------- |
|    | Italia (bandiera) | D     | Alfredo Orso     |
|    | Italia (bandiera) | A     | C. Piazza        |
|    | Italia (bandiera) | D     | Carlo Pischianz  |
|    | Italia (bandiera) | D     | Pacifico Poli    |
|    | Italia (bandiera) | D     | Giordano Roggero |
|    | Italia (bandiera) | A     | V. Scaramuzzi    |
|    | Italia (bandiera) | A     | Ivo Spada        |
|    | Italia (bandiera) | A     | Gianni Stratta   |
|    | Italia (bandiera) | D     | Agostino Torassa |
|    | Italia (bandiera) | A     | Carlo Turati     |
|    | Italia (bandiera) | A     | Alfredo Viano    |
|    | Italia (bandiera) | P     | Arturo Zanetti   |

## Risultati

### Serie C

#### Girone C

##### Girone di andata
| Arbitro: | Mastrazzi (Brescia) |

|              |           |                          |
| Barbieri 36’ | Marcatori | 31’ Fumagalli 87’ Degara |

| Arbitro: | Longagnani (Modena) |

|                    |           |                          |
| Degara 27’ Barbero | Marcatori | 65’ Maccarino 81’ Turati |

| Arbitro: | Gnocchini (Alessandria) |

|                        |           |            |
| Fasoli 39’ Turconi 43’ | Marcatori | 11’ Degara |

| Arbitro: | Nicoli (Macerata) |

|            |           |  |
| Piazza 40’ | Marcatori |  |

| Arbitro: | Scotto (Savona) |

|                                 |           |                      |
| Montipò 7’ Rigamonti Longhi 76’ | Marcatori | 2’ Degara 87’ Piazza |

| Arbitro: | Buratti |

|                                         |           |  |
| Degara 43’, ?’ Viano 48’, ?’ Malinverni | Marcatori |  |

| Arbitro: | Maggi (Novara) |

|                                   |           |  |
| Malinverni Degara Roggero Bergamo | Marcatori |  |

| Arbitro: | Dagnino (Genova) |

|  |           |        |
|  | Marcatori | Degara |

| Arbitro: | Pirali (Arona) |

|                |           |  |
| Degara Bergamo | Marcatori |  |

| Arbitro: | Bernardi (Savona) |

|  |           |         |
|  | Marcatori | Forlano |

| Biella 5 gennaio 1941 11ª giornata | Biellese | 6 – 2 referto | Legnano | Stadio Lamarmora |

| Seregno 9 febbraio 1941 12ª giornata | Seregno | 2 – 7 referto | Biellese |  |

| Biella 16 febbraio 1941 13ª giornata | Biellese | 1 – 0 referto | Gallaratese | Stadio Lamarmora |

| Galliate 26 gennaio 1941 14ª giornata | Galliate | 2 – 1 referto | Biellese |  |

| Biella 19 marzo 1941 15ª giornata | Biellese | 3 – 0 referto | Lecco | Stadio Lamarmora |

##### Girone di ritorno
| Biella 23 febbraio 1941 16ª giornata | Biellese | 6 – 0 referto | Como | Stadio Lamarmora |

| Casale Monferrato 2 marzo 1941 17ª giornata | Casale | 1 – 0 referto | Biellese | Stadio Natale Palli |

| Biella 9 marzo 1941 18ª giornata | Biellese | 0 – 1 referto | Pro Patria | Stadio Lamarmora |

| Carate Brianza 16 marzo 1941 19ª giornata | Caratese | 1 – 2 referto | Biellese |  |

| Biella 23 marzo 1941 20ª giornata | Biellese | 0 – 0 referto | Varese | Stadio Lamarmora |

| Domodossola 30 marzo 1941 21ª giornata | Juventus Domo | 1 – 2 referto | Biellese |  |

| Omegna 6 aprile 1941 22ª giornata | Omegna | 1 – 1 referto | Biellese |  |

| Biella 13 aprile 1941 23ª giornata | Biellese | 9 – 0 referto | Cantù | Stadio Lamarmora |

| Meda 20 aprile 1941 24ª giornata | Meda | 0 – 1 referto | Biellese |  |

| Biella 27 aprile 1941 25ª giornata | Biellese | 12 – 2 referto | Pavese Luigi Belli | Stadio Lamarmora |

| Legnano 4 maggio 1941 26ª giornata | Legnano | 2 – 2 referto | Biellese |  |

| Biella 11 maggio 1941 27ª giornata | Biellese | 6 – 0 referto | Seregno | Stadio Lamarmora |

| Gallarate 18 maggio 1941 28ª giornata | Gallaratese | 2 – 0 referto | Biellese |  |

| Biella 25 maggio 1941 29ª giornata | Biellese | 2 – 0 referto | Galliate | Stadio Lamarmora |

| Lecco 1 giugno 1941 30ª giornata | Lecco | 2 – 7 referto | Biellese |  |

### Coppa Italia
| Arbitro: | Bertolio |

|             |           |            |
| Barbero 69’ | Marcatori | 43’ Turati |

| Casale Monferrato 26 settembre 1940 Primo turno (ripetizione)     | Casale    | 2 – 1 referto | Biellese | Stadio Natale Palli |
| \| \| \| \| \| Varona 15’ Turati \| Marcatori \| 80’ Fumagalli \| |           |               |          |                     |
|                                                                   |           |               |          |                     |
| Varona 15’ Turati                                                 | Marcatori | 80’ Fumagalli |          |                     |